# Roosevelt (estación del Tren Urbano de San Juan)
Roosevelt es una estación de metro del Tren Urbano, en el distrito financiero de Hato Rey en San Juan, Puerto Rico. La estación que lleva el nombre de F. D. Roosevelt, presidente de Estados Unidos entre 1928 y 1945, fue inaugurada el 17 de diciembre de 2004. Se compone de dos andenes laterales de 138 metros de longitud y dos vías centrales.
El Tren Urbano así como la red de autobuses y las lanchas de Cataño están gestionados por la Autoridad de Transporte Integrado (ATI) de la Autoridad Metropolitana de Autobuses (AMA).

## Proyecto de Arte Público
La estación cuenta con unas fotografías sobre las imágenes producidas por el fotógrafo Jack Delano en cajas de luz como una obra de arte público titulado «Sobre la traducción: El Tren Urbano» por el artista plástico Antoni Muntadas, la obra es parte de un estudio de carácter histórico sobre la génesis en Puerto Rico de los medios de transporte colectivo.

## Lugares de interés
- Milla de Oro
- Banco Popular
- Plaza Las Américas
- Casa Club Sigma